# 27. kongres Občanské demokratické strany
27. kongres ODS se konal 16. a 17. ledna 2016 v Ostravě v hotelu Clarion.

## Dobové souvislosti a témata kongresu
Kongres se konal dva roky od zvolení Petra Fialy předsedou ODS, kterého potvrdil ve funkci (neměl protikandidáta). Straně se v mezidobí podařilo zastavit propad preferencí, nicméně k výraznému růstu prozatím nedošlo. Tematicky kongresem rezonovala především příprava na nadcházející krajské volby.

## Personální složení vedení ODS po kongresu
- předseda: Petr Fiala
- 1. místopředsedkyně: Alexandra Udženija
- místopředsedové: Martin Kupka, Evžen Tošenovský, Miloš Vystrčil, Drahomíra Miklošová
- výkonná rada: Martin Baxa, Stanislav Blaha, Jiří Drbal, Filip Dvořák, Petr Fiala, Michal Kortyš, Martin Kuba, Jaroslav Kubera, Martin Kupka, Drahomíra Miklošová, Jan Mraček, Radovan Necid, Miloš Pochobradský, Dan Ramzer, Jan Skopeček, Martin Sliwka, Zbyněk Stanjura, Libor Šťástka, Evžen Tošenovský, Alexandra Udženija, Miloš Vystrčil, Jan Zahradil, Michal Zácha